# Cercetare empirică

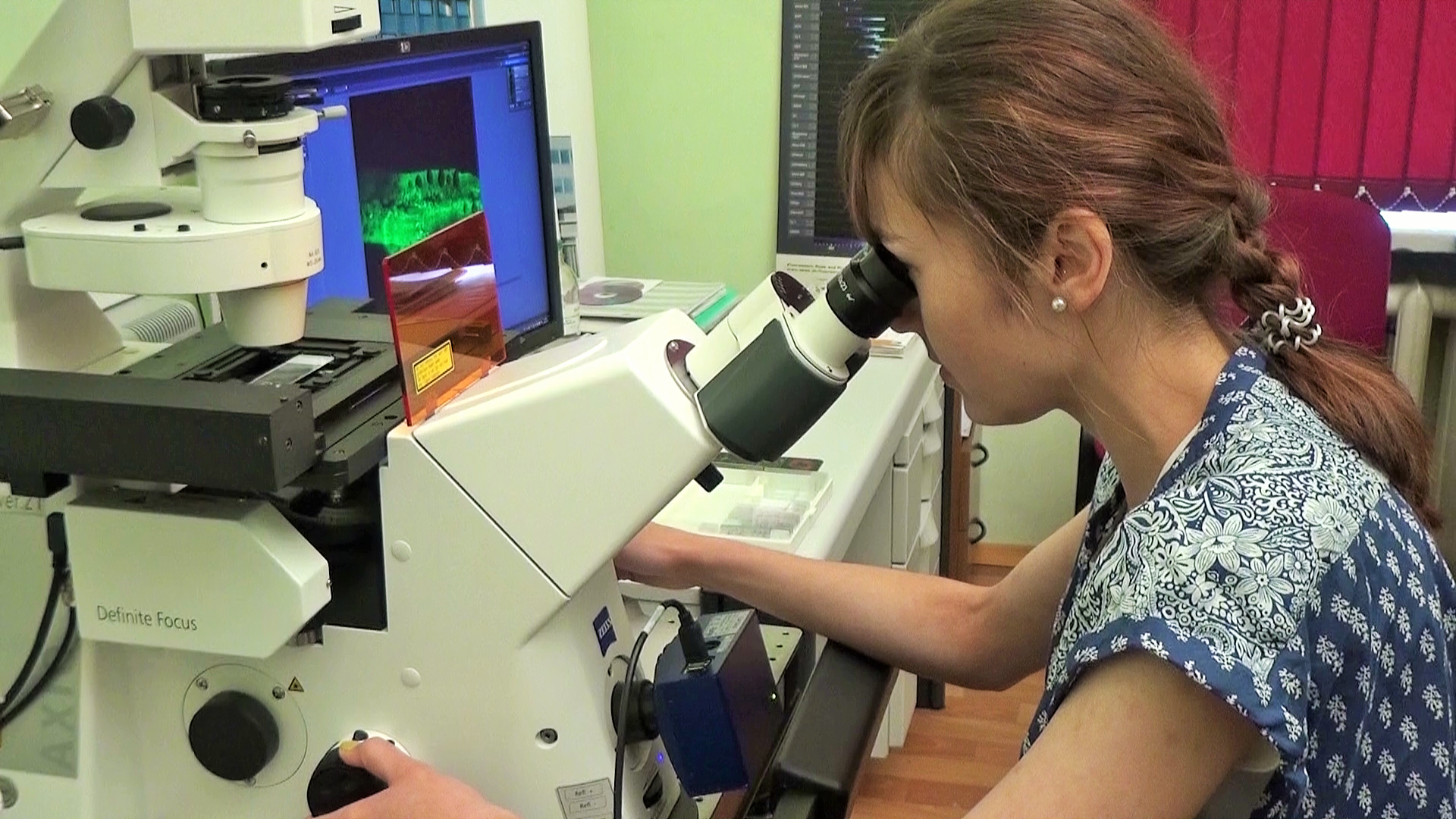
O cercetătoare în domeniul științific care adună date pentru propriul studiu.

Cercetarea empirică este cercetarea care utilizează dovezi empirice. De asemenea, aceasta reprezintă o modalitate de dobândire a cunoștințelor prin intermediul observației sau experienței directe și/sau indirecte. Empirismul pune mai mult accent pe unele tipuri de cercetări față de altele. Dovezile empirice (înregistrarea observațiilor sau experiențelor directe ale cuiva) pot fi analizate cantitativ sau calitativ. Cuantificând dovezile sau conferindu-le sens în formă calitativă, un cercetător poate răspunde întrebărilor empirice, ce trebuie să fie clar definite și să ofere răspunsuri folosind dovezile colectate (denumite de obicei date). Proiectarea cercetării variază în funcție de domeniu și de întrebarea aflată sub investigație. Mulți cercetători combină forme de analiză calitativă și cantitativă pentru a răspunde mai bine întrebărilor ce nu pot fi studiate în parametrii laboratoarelor, în special în cazul științelor sociale și în educație.
În unele domenii, cercetarea cantitativă poate începe cu o întrebare de cercetare (de exemplu: „Are ascultarea muzicii vocale în timpul învățării unei liste de cuvinte un efect asupra memorării ulterioare a acestor cuvinte?”) care apoi este testată prin efectuarea de experimente. De obicei, cercetătorul are o anumită teorie cu privire la subiectul investigat. Pe baza acestei teorii, vor fi propuse afirmații sau ipoteze (de exemplu: „Ascultarea muzicii vocale are un efect negativ asupra învățării unei liste de cuvinte.”). Din aceste ipoteze se extrag predicții asupra evenimentelor specifice (de exemplu: „Oamenii care studiază o listă de cuvinte în timp ce ascultă muzică vocală își vor aminti ulterior mai puține cuvinte la un test de memorie decât persoanele care studiază o listă de cuvinte în liniște.”). Aceste predicții pot fi apoi testate printr-un experiment adecvat. În funcție de rezultatele experimentului, teoria pe care s-au bazat ipotezele și predicțiile va fi susținută sau nu , iar dacă este necesar, aceasta va fi modificată și apoi supusă testării.

## Terminologie
Inițial termenul "empiric" a fost folosit pentru a se referi la anumiți practicanți ai medicinei antice grecești care au respins aderarea la doctrinele dogmatice ale perioadei, preferând în schimb să aibă drept baze observarea fenomenelor percepute prin experiență. Mai târziu, empirismul s-a referit la o teorie a cunoașterii în filozofie, care aderă la principiul conform căruia cunoașterea rezultă din experiență și din dovezi adunate în mod specific folosind simțurile. În utilizarea științifică, termenul empiric se referă la colectarea de date folosind doar dovezi care sunt bazate pe simțuri sau, în unele cazuri, folosind instrumente științifice concrete. Ceea ce au în comun termenii de empirist și cercetare empirică descriși de filozofii timpurii este nevoia de date observabile pentru formularea și testarea teoriilor și pentru a ajunge, într-un final, la concluzii.

## Utilizare
Cercetătorul încearcă să descrie cu acuratețe interacțiunea dintre instrument (sau simțurile umane) și entitatea observată. Dacă este implicată instrumentarea, este de așteptat ca cercetătorul să își calibreze instrumentul aplicându-l asupra obiectelor deja cunoscute  și documentând rezultatele înainte de a-l aplica pe obiecte necunoscute. Cu alte cuvinte, acesta descrie cercetările care nu au avut loc anterior și rezultatele lor.
În realitate, acumularea de dovezi pentru sau împotriva oricărei teorii implică proiecte de cercetare planificate pentru colectarea datelor empirice, iar rigoarea academică joacă un rol important în evaluarea meritelor proiectării cercetării. Au fost sugerate mai multe tipologii pentru astfel de modele, dintre care una dintre cele mai populare provine de la Campbell și Stanley.  Cei doi au facut posibilă popularizarea distincției citate pe scară largă între proiectele pre-experimentale, experimentale și cvasi-experimentale, și sunt susținătorii înverșunați ai rolului central pe care îl au experimentele randomizate în cercetarea educațională.

### Cercetarea științifică
Analiza exactă a datelor folosind metode statistice standardizate în studiile științifice este esențială pentru determinarea validității cercetării empirice. Formulele statistice, precum regresia, coeficientul de incertitudine, testul t, testul chi pătrat și diferite tipuri de ANOVA (analize de varianță) sunt fundamentale pentru formarea concluziilor logice și valide. Dacă datele empirice ating semnificația sub formula statistică adecvată, ipoteza cercetării este susținută. În caz contrar, ipoteza nulă este susținută (sau, mai exact, nu este respinsă), ceea ce înseamnă că nu s-a observat niciun efect al variabilei/variabilelor independente asupra variabilei/variabilelor dependente. 
Rezultatul cercetării empirice care utilizează testarea statistică a ipotezelor nu constituie niciodată o dovadă. Poate doar susține o ipoteză, o poate respinge sau nu poate face nici una din cele doua. Aceste metode produc doar probabilități. Dintre cercetătorii științifici, dovezile empirice (distincte de cercetările empirice) se referă la dovezile obiective care apar la fel indiferent de observator. De exemplu, un termometru nu va afișa temperaturi diferite pentru fiecare persoană care îl observă. Temperatura, măsurată de un termometru precis, bine calibrat, reprezintă o dovadă empirică. Prin contrast, dovezile non-empirice sunt subiective, în funcție de observator. După modelul exemplului anterior, observatorul A ar putea raporta cu sinceritate că o cameră este caldă, în timp ce observatorul B ar putea raporta de asemenea că aceeași cameră este rece, deși ambii observă aceeași valoare pe termometru. Utilizarea dovezilor empirice neagă acest efect al experienței sau al timpului personal (adică subiectiv).
Percepția diferită a empirismului și raționalismului arată îngrijorarea cu privire la limita în care există dependență de experiența senzorială ca un efort de dobândire a cunoștințelor. Conform raționalismului, există o serie de moduri diferite în care experiența senzorială este dobândită independent pentru cunoștințe și concepte. Conform empirismului, experiența senzorială este considerată sursa principală a fiecărei cunoștințe și a tuturor conceptelor. În general, raționaliștii sunt cunoscuți pentru dezvoltarea propriilor opinii, urmând două modalități diferite. În primul rând, argumentul principal conform căruia există cazuri în care conținutul cunoștințelor sau conceptelor ajung să depășească informațiile. Aceste informații depășite sunt furnizate de experiența senzorială (Hjørland, 2010, 2). În al doilea rând, există ansamblul afirmațiilor cu privire la modul în care raționamentul ajută la furnizarea de cunoștințe suplimentare despre un domeniu specific sau general. Se știe că empiriștii doresc să prezinte un tip de simțuri complementare, care sunt stâns legate de gândire.
În primul rând, există dezvoltarea afirmațiilor despre modul în care se manifestă informația prin experiență, citată de raționaliști. Acest lucru este valabil în măsura în care aceasta există inițial. Uneori, empiriștii tind să folosească scepticismul ca opțiune a raționalismului. Dacă experiența nu este utilă în furnizarea cunoștințelor sau conceptelor citate de raționaliști, atunci acestea nu există (Pearce, 2010, 35). În al doilea rând, empiriștii au tendința de a ataca afirmațiile raționaliștilor deoarece ei consideră raționamentul ca fiind o sursă importantă de cunoaștere și concepte. Dezacordul general dintre empiriști și raționaliști arată preocupări principale în ceea ce privește modul în care se obțin cunoștințe cu privire la sursele de cunoaștere și concepte. În unele cazuri, dezacordul în momentul dobândirii cunoștințelor are ca rezultat furnizarea unor răspunsuri conflictuale și în alte aspecte. Există posibilitatea unui dezacord în ceea ce privește caracteristica generală a mandatului, limitând totodată cunoștințele și gândirea. Empiriștii sunt cunoscuți prin împărtășirea opiniei conform căreia nu există o cunoaștere înnăscută ci, mai degrabă, aceasta este derivarea cunoașterii din experiență. Aceste experiențe sunt fie justificate prin folosirea minții, fie prin cele cinci simțuri pe care le posedă omul (Bernard, 2011, 5). Pe de altă parte, raționaliștii mai sunt cunoscuți și  prin împărtășirea opiniei conform căreia există cunoaștere înnăscută,iar aceasta este diferită pentru obiectele cunoașterii înnăscute ce sunt alese. 
Pentru a urmări raționalismul, trebuie să existe adoptarea uneia dintre cele trei afirmații legate de teorie, acestea fiind  deducția sau intuiția, cunoașterea înnăscută, respectiv, conceptul dobândit din naștere. Atunci când conceptul este eliminat din operațiunile mintale și experiență, randamentul domină experiența, iar plauzibilitatea ca acel concept să fie înnăscut crește. Mai mult de atât, empirismul în contextul unui subiect specific oferă o respingere a versiunii corespunzătoare legate de cunoașterea înnăscută, deducția sau intuiția (Weiskopf, 2008, 16). În măsura în care există recunoașterea  conceptelor și a cunoașterii în aria subiectului, cunoașterea este major dependentă de experiență prin cadrul simțurilor umane.

## Circuitul empiric

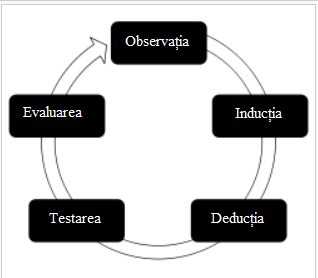
Circuitul empiric potrivit lui A. D. de Groot

Circuitul empiric al lui A.D. de Groot :
1. Observația: Observarea unui fenomen și investigarea cauzelor sale.
2. Inducția: Formularea ipotezelor - explicații generalizate pentru fenomen.
3. Deducția: Formularea experimentelor care vor testa ipotezele (adică le confirmă dacă sunt adevărate, le resping dacă sunt false).
4. Testarea: Procedurile prin care se testează ipotezele și se colectează datele.
5. Evaluarea: Interpretarea datelor și formularea unei teorii - un argument abductiv care prezintă rezultatele experimentului drept cea mai rezonabilă explicație a fenomenului.